# Beppie Kraft
Barbara Laurentia Christiana (Beppie) Kraft (Maastricht, 5 juni 1946) is een Maastrichts volkszangeres.

## Biografie
Beppie wordt in juni 1945 geboren als oudste dochter van Merie Westenberg en muzikant Sjeng Kraft (1924-1999). In 1967 trouwde ze met trompettist Pierre Knubben uit de New Rising Stars en later huisorkest van Telstar.
Ze rolde als vanzelf de muziekwereld in. Haar vader had een bevriend componist over de vloer met wie hij samen een lied instudeerde Sjeng de monica. Toen van het carnavalspodium op het Vrijthof werd geroepen wie dat liedje kende, meldde Beppie zich. Zo stond ze als elfjarige voor uitzinnige menigte; haar naam ging als lopend vuurtje door de stad. Al snel volgde voor een groot publiek het winnend Maastrichts carnavalsliedje “Diech bis mien nisjeke”. Vanaf dan zong de tiener Kraft in achtergrondkoortjes bij plaatopnamen van Telstar waar haar vader werkte. De teksten van haar liedjes werden voor een groot deel door haar vader Sjeng geschreven. In 1961, als ze 15 jaar is, brengt Beppie haar eerste grammofoonplaat uit. Vanaf dat moment groeit ze uit tot een van de meest populaire Limburgs zingende artiesten. Ze is ook bekend van het duo Berb en Gradus (met Mattie Haaken).
Beppie Knubben-Kraft gaf vanaf 1987 tot juli 2004 samen met Conny Peters leiding aan de Limburgse productiemaatschappij Marlstone. Op de Limburgse televisiezender TV Totaal verzorgde ze enige tijd een culinair programma. De Nederlandstalige versie van haar lied "In d'n hiemel" haalde in de uitvoering van Marianne Weber in 2007 de Top 40.
In 2007 vierde Beppie haar 50-jarig artiestenjubileum. Dit jubileum werd gevierd met een groot optreden op de Markt te Maastricht. In 2017 volgden de festiviteiten van haar vijftigjarig huwelijk; haar echtgenoot overleed een jaar later. Haar man genoot ook enige bekendheid; de trompetsolo van Mexico van de Zangeres zonder Naam komt van hem.
Johnny Hoes probeerde haar nog aan een nationale loopbaan te helpen. Ze moest daartoe haar naam veranderen Marja Kraft. Mijn Angelino werd geen succes en zo was, overigens geheel naar haar zijn, haar nationale loopbaan weer uit zicht. Kraft werkte voor de nodige financiën wel bij Vroom & Dreesmann en Gulpener Bierbrouwerij; die laatste bood zicht op werk bij Marlstone (mergelsteen).

## Discografie

### Albums
| Album met eventuele hitnotering(en) in de Nederlandse Album Top 100 | Datum van verschijnen | Datum van binnenkomst | Hoogste positie | Aantal weken | Opmerkingen |
| ------------------------------------------------------------------- | --------------------- | --------------------- | --------------- | ------------ | ----------- |
| 50 Jaor Beppie Kraft                                                | 2008                  | 20-12-2008            | 97              | 1            |             |

### Dvd's
| Dvd's met hitnoteringen in de Nederlandse Music Top 30 | Datum van verschijnen | Datum van binnenkomst | Hoogste positie | Aantal weken | Opmerkingen |
| ------------------------------------------------------ | --------------------- | --------------------- | --------------- | ------------ | ----------- |
| Beppie in Ahoy - 15 september 2012                     | 2012                  | 03-11-2012            | 8               | 14*          |             |

## Singles
- 't Ierste muilke
- Danse
- De ingelkes
- De Sjakkelakkeboem
- De nach is nog zoe laank

- Deep in mien hart
- Dees stad
- E bitsje verleef
- Ich bin zoe verleef
- Iech bin Beppie
- Iech veul miech riek
- In d'n hiemel
- Joonk vaan hart
- Kakkedie
- Laot de zon in dien hart
- Limburg allein
- Loeënde klokken
- Met häöm
- Miene leefste
- Morge zow iech 't weer euverdoen
- 'n Roes veur ederen daag
- Oet Limburg kump de meziek
- Roetsjleed
- Same mèt diech
- Same doort mer eve
- Sierra Madre
- Sjoen kin toch 't leve zien
- Spiet
- Vendaog
- Weer of gei weer
- Zoenen daag

## Eerbewijzen

### Prijzen

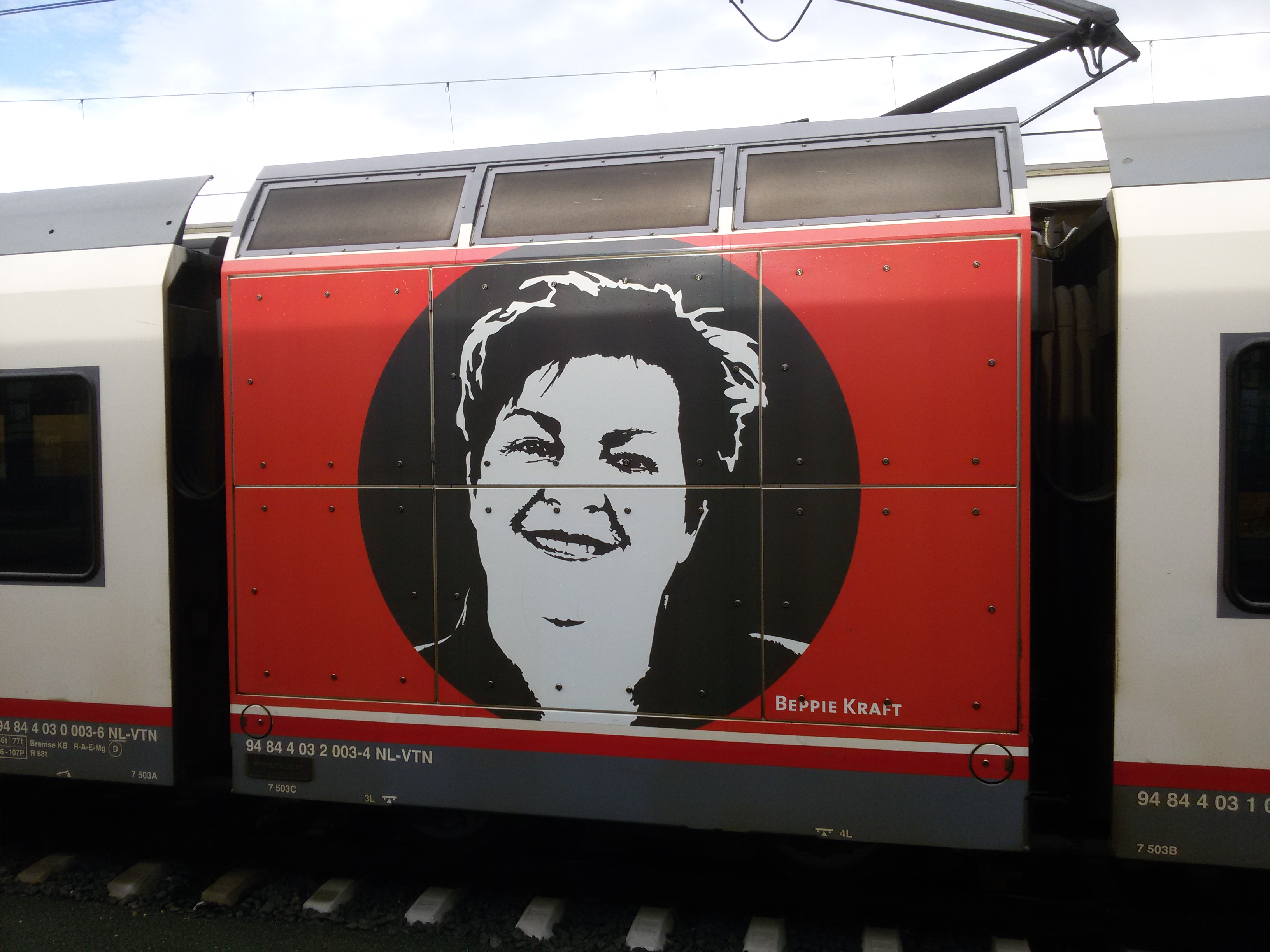
Beppie Kraft afgebeeld op een Velios GTW

- 1981 - Tweede op het LVK (Limburgs Vastelaovesleedjes Konkoer) met Dao zit vastelaovend in de loch
- 1986 - Eerste op het LVK met Jao, hei in Limburg

### Onderscheidingen
- 1994 - Gouden Narrenkap
- 2006 - Ridder in de Orde van Oranje-Nassau[1]
- 2007 - Ereburger van Maastricht
- 2011 - Bronsgroene Leeuw LIVEKE